# رشامي ديساي
رشامي ديساي (مواليد 13 فبراير 1986) ممثلة تلفزيونية هندية، تعتبر واحداً من أعلى الممثلات الهنديات أجراً.

## المهنة
قامت بعدة أدوار تلفزيونية وعُرفت بدورها في المسلسل "Uttaran" الذي بث من ديسمبر 2008 إلى يناير 2015، ثُم في بدورها في المسلسل "Dil Se Dil Tak" الذي بث عام 2017 وكسب من خلاله الشعبية، ديساي ايضًا لديها دور في المسلسل «Naagin» منذ 2020.

## حياتها
ولدت رشامي ديساي بأسم شيفاني ديساي في 13 فبراير 1986 بالهند، ديساي غجراتية ولديها أخ واحد.

### الحياة الشخصية

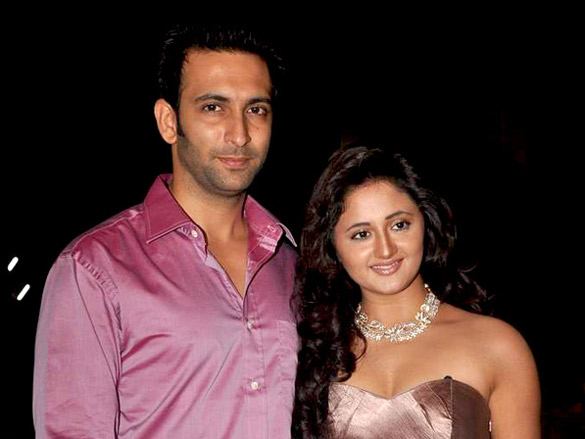
ديساي مع زوجها السابق نانديش ساندو

تزوجت من زميلها بمسلسل "Uttaran" نانديش ساندو بتاريخ 12 فبراير 2012، أنفصل الزوجين في 2014 وتطلقو رسميًا في 2015 بعد زواج لأربع سنوات تقربيًا.

## روابط خارجية
- رشامي ديساي على موقع IMDb (الإنجليزية)
- رشامي ديساي على موقع قاعدة بيانات الفيلم (الإنجليزية)